# Helvetets port, Östergötland
Helvetets port är ett bergspass efter en medeltida väg i närheten av Kårtorp i Kättilstads socken, Kinda kommun.
Enligt sägnen skall helvetets port ha varit en plats där stråtrövare låg i bakhåll för stråtrövare. Invid passet finns ett offerkast, beskrivet första gången redan i en vägrapport 1791. Hundra meter söder om passet står Dackes sten eller Lerjes sten, vilken flera sägner är knutna till. Några av de teorier som lyfts är att stenen restes:
- Av de som byggde vägen
- Till minne av någon som blivit dräpt på platsen
- Till minne av de polska soldater som stupade i ett slag mellan kung Sigismund och hertig Karl 1598. Dessa ska ha begravts i mossens alldeles söder om stenen, en mosse som fortfarande kallas Polacksmossen.
- Till minne av ett slag som stod mellan Nils Dacke och Gustav Vasas män. Det finns även de som hävdar att ridvägen var platsen för det som kallas slaget vid Kisa.

Alldeles norr om portarna finns också det så kallade Springareberget som senare under historien var ett populärt rastställe. Det berättas historier om hur kuskar och körsvenner tävlade genom att med händerna på ryggen springa uppför berget. Detta var även en populär aktivitet bland bygdens ungdom när pojkarna ville imponera på flickorna. Än idag syns spåren på klippan.